# ロゲリア (小惑星)

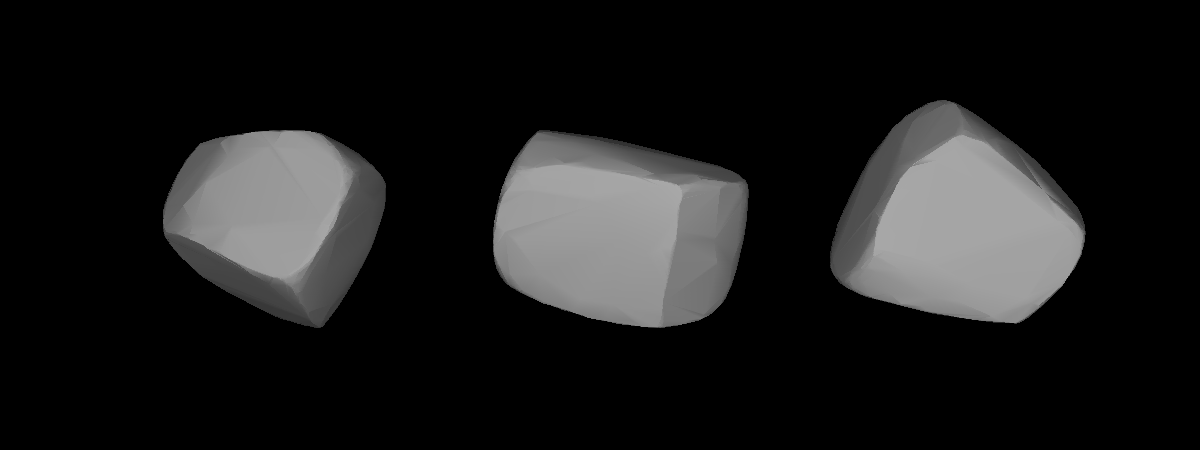
3Dモデル

ロゲリア (920 Rogeria) は小惑星帯に位置する小惑星である。ハイデルベルクのケーニッヒシュトゥール天文台でカール・ラインムートによって発見された。
名前の由来は不明である。